# Jean Lausier
 (juin 2021).
Si vous disposez d'ouvrages ou d'articles de référence ou si vous connaissez des sites web de qualité traitant du thème abordé ici, merci de compléter l'article en donnant les références utiles à sa vérifiabilité et en les liant à la section « Notes et références ».
Jean Lausier né à Liège le 26 mai 1922, mort à Beaufays le 21 août 2004 est un militant wallon et homme politique belge.

## Biographie
Il adhère à la Wallonie libre clandestine, il fait partie du Parti wallon des travailleurs en 1965 et adhère au Rassemblement wallon quasiment à sa fondation. Il y rejette le bilinguisme, plaide pour le maintien des humanités classiques. En mars 1974, il devient sénateur provincial et il le restera jusqu'en 1977. Il est favorable à la création d’écoles pluralistes, rejette les clivages entre enseignement libre et officiel. Rejetant toute idée de neutralité, il se réjouit de voir inscrite l’expression école pluraliste dans le texte final des travaux de la commission du Pacte scolaire (juillet 1975). En 1976, il fait partie des fondateurs du Club pour les Réformes, l’Europe et les Régions (CRéER), soit la mouvance François Perin- Jean Gol- Étienne Knoops qui s'oppose à Paul-Henry Gendebien. En 1976, il est élu conseiller communal RW de Chaudfontaine et son mandat prend fin en 1982.